# José García Martínez (periodista)
José García Martínez (Jumilla, 7 de octubre de 1940-Murcia, 25 de abril de 2022) fue un periodista y escritor español. Publicó en el diario La Verdad, bajo el título de 'La Zarabanda', una de las columnas más antiguas del periodismo español.

## Biografía
Nacido en la localidad murciana de Jumilla, en el Altiplano murciano. Obtuvo el título de Profesor Mercantil, ya que su familia quería que se dedicara a la industria y al comercio. Pero, su verdadera vocación era el periodismo. No en vano, a los diez años había participado en diversos programas de la emisora parroquial de Jumilla. Por ello en su juventud, se trasladó a Madrid donde estudió periodismo en la Escuela de Periodismo de la Iglesia.  Tras convalidar estos estudios con la Escuela Oficial, se licenció en Periodismo en la Facultad de Ciencias de la Información (Universidad Complutense de Madrid). Durante esa época compatibilizó sus estudios con colaboraciones en diversos medios de comunicación: Diario Ya, Informaciones, Diario Madrid, y en las revistas Fotos y la Gaceta Ilustrada. Tiempo después trabajó en la Cadena COPE, donde estuvo al frente de un programa de entrevistas.
De regreso a Murcia, trabajó en el diario La Verdad, donde llegó a ser el subdirector del rotativo, además de poner en marcha diversas secciones: "Chirigotas de 7 días", "Viendo a ver", "Revista Cruz y Luna", "Breviario de García", "Desde la Pajarera", "Por Cartagenas", "La entrevista impertinente", "La Zarabanda". Una de las secciones "La Verdad Joven" era una página diaria de información infantil que fue distinguida con el Premio Nacional de Periodismo.
Fue pregonero de la Semana Santa (1986) y de la fiesta de la Vendimia (2010); y jurado de las tres ediciones del premio Relato Corto Peridosita Pedro Soler, convocado por el Ayuntamiento de Abarán, La Fundación CajaMurcia y el diario La Verdad.

## Premios y distinciones
- Premio Nacional de Periodismo, por la sección "La Verdad Joven" publicada en el diario La Verdad.
- Premio Hypnos, en la categoría Embajador de Jumilla, concedido por el Ayuntamiento de Jumilla (2003).[6]
- Premio Siete Días Jumilla, como embajador de Jumilla (2017).[6]
- Hijo Predilecto de Jumilla (28 de abril de 2018).[7]
- Presidente de honor del Certamen de Calidad de la DOP Jumilla.[8]